# Arraial do Sana
22° 19′ 32″ S, 42° 10′ 57″ O
Arraial do Sana, também conhecido como Sana, é um distrito que se localiza no município brasileiro de Macaé, a 165 km da capital do estado do Rio de Janeiro.
É muito divulgado por suas matas e cachoeiras que englobam uma gigantesca área de preservação ambiental permanente com mais de 345 espécies catalogadas de pássaros e diversos animais silvestres oferecendo uma imensa biodiversidade e várias opções de trilhas para praticantes do montanhismo e do ecoturismo, destacando-se a subida ao Pico Peito do Pombo, com 1.120 metros de altitude.[carece de fontes?]
Situado na sub-bacia do rio Sana, que é parte da bacia do rio Macaé, região serrana do município próximo a Lumiar e Nova Friburgo, o local é abrigo de muitas cachoeiras e um dos destinos favoritos dos fluminenses praticantes do ecoturismo. Atrai muitos místicos e jovens mochileiros que buscam se afastar um pouco da agitação dos centros urbanos, buscando reabastecer as energias nas cachoeiras da região.[carece de fontes?]